# Краснопольская, Тамара Всеволодовна
Тама́ра Все́володовна Краснопо́льская — советский и российский учёный-этномузыколог, преподаватель, одна из ведущих финно-угроведов и фольклористов Карелии. Кандидат искусствоведения (1991), доцент (1991). Заслуженный деятель искусств Карельской АССР (1987), заслуженный деятель искусств Российской Федерации (2008), лауреат Премии Республики Карелия в области культуры, искусства и литературы (2006). Член Союза композиторов СССР (1965).

## Биография

### Образование
Тамара Всеволодовна Краснопольская, украинка по национальности, родилась и выросла в Харькове, где с 1944 года училась в школе № 6, а в 1945 году была переведена в музыкальную школу при Харьковской государственной консерватории и окончила её с золотой медалью. 
В 1955-1960 училась в Харьковской консерватории на историко-теоретическом факультете (класс Г. А. Тюменевой), окончив которую, в течение двух лет заведовала кабинетом истории музыки при кафедре истории музыки, а с 1965 по 1968 годы работала на кафедре истории музыки Харьковского института искусств.

### Преподавательская деятельность
В 1968 году приехала на работу в Петрозаводск, в местный филиал Ленинградской государственной консерватории имени Н. А. Римского-Корсакова (ныне Петрозаводская государственная консерватория). Здесь начала работать на кафедре истории, теории музыки и композиции, а после разделения кафедр с 1976 года и до конца своей жизни преподавала на кафедре истории музыки, в том числе с 1979 по 2009 годы заведовала ей.
За годы работы в вузе подготовила более 100 специалистов из разных регионов России и ближнего зарубежья, разработала ряд новых дисциплин, читаемых на кафедре музыки финно-угорских народов: финно-угорское этномузыковедение и фольклор, история финно-угроведения, теория и методология музыкального фольклора.

### Научная и общественная деятельность
В начале 1970-х годов Тамара Краснопольская руководила работой по проведению фольклорно-этнографических экспедиций по Карелии с целью сбора и изучения музыкального фольклора местных народов. По её инициативе в Петрозаводской консерватории был создан кабинет фольклора, который сама же и возглавила.

### Смерть
Скончалась 7 июля 2015 года. Гражданская панихида прошла в Екатерининской церкви Петрозаводска. Похоронена на Сулажгорском кладбище.